# Nymphe (Q133)
Pour les articles homonymes, voir Nymphe.
La Nymphe (Q133) était un sous-marin de la Marine nationale française de l'entre-deux-guerres, de la classe Sirène (1925). Il a été construit aux Ateliers et Chantiers de la Loire à Saint-Nazaire entre 1923 et 1927, et radié en 1938.